# Мёртвое озеро (фильм, 1958)
«Мёртвое озеро» (норв. De dødes tjern) — норвежский мистический фильм ужасов 1958 года режиссёра Коре Бергстрёма по одноимённому роману норвежского писателя Андре Бьерке, который сам исполнил главную роль. В 2019 году вышел ремейк фильма под названием «Озеро смерти».

## Сюжет

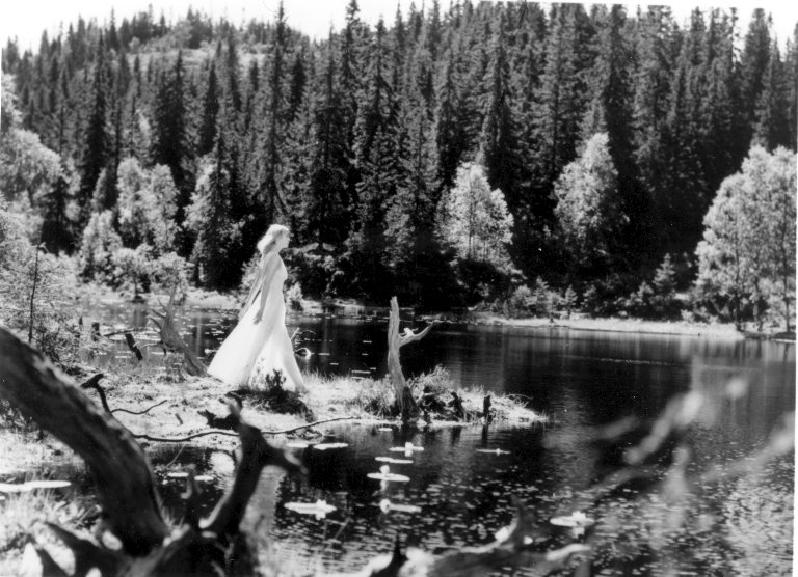
Кадр из фильма

Действие фильма происходит в течение трёх дней: 20-23 августа 1958 года.
Шестеро друзей собираются провести выходные у своего общего знакомого. Это — писатель детективов Бернхард Борге и его жена Соня, психоаналитик Кай Бугге, редактор журнала Габриэль Дарк, адвокат Харальд Гран и его невеста Лильян Вернер. Они едут к Бьорну Вернеру, брату Лильян, который недавно приобрёл старый дом у небольшого озера в дебрях леса и теперь живёт там один со своей собакой, развлекаясь охотой.
Когда компания приходит к дому, оказывается, что Бьорн Вернер исчез. Позже на берегу озера они находят тело его охотничьей собаки.
Они узнают о ходящей в этих местах старинной пугающей легенде: местный житель зарубил здесь двоих влюбленных и утопился в озере. И теперь каждый год в ночь на 23 августа его крики слышны на озере, и те, кто окажется в эту ночь на берегу озера, будут охвачены странным влечением утопиться.
Компания решает разгадать тайну, оставаясь в ночь на 23-е число в доме у озера, и вскоре выясняется, что они подвергаются воздействию таинственных, завораживающих сил, которые связаны с озером. Ночью Лильян идет во сне к воде, и её спасают в последний момент, когда она собирается утопиться. Позже ещё одного члена компании находят утонувшим. Чем дальше они разгадывают подробности старинной легенды, тем более зловещим им кажется озеро.
Имеют ли события естественное объяснение, или речь идёт о чём-то сверхъестественном, что бросает вызов всем известным законам природы? Врач-психоаналитик Кай Бугге стремится проникнуть в суть загадки с помощью современной психологии. Всё это время между ним и интересующимся оккультизмом Габриэлем Дарком ведётся словесная дуэль о природе происходящего. Бугге дает психологическое объяснение, не противоречащее фактам. Но на последней секунде фильма происходит нечто, что также, кажется, подтверждает заключительную фразу Дарка: «человек окружён глубокой ночью…».

## В ролях
- Андре Бьерке — Габриэль Дарк
- Хенки Колстад — Бернхард Борге, писатель детективов
- Бьерг Энг — Соня, жена Бернхарда
- Хенни Моан — Лильян Вернер
- Пер Лилло-Стенберг — Бьерн Вернер, брат Лильян
- Ингер Тейен — Ева, подруга Бьерна
- Эрлинг Линдаль — Кай Бугге, психолог
- Эйвинд Эйен — Братен, полицейский
- Георг Рихтер — Харальд Грант, адвокат
- Лейф Соммерстад — Торе Грувик, призрак

## О фильме
Хотя фильм остаётся относительно малоизвестным за пределами Норвегии, но это один из очень немногих норвежских фильмов ужасов, и к тому же считается одной из вершин классики норвежского кино. Отзывы о фильме были в основном положительными, критики хвалили атмосферу фильма, операторскую работу и саундтрек. «Лучший норвежский триллер», — написал рецензент Verdens Gang в 1958 году и поставил фильму пятерку, отметив, что превращение книги в фильм увенчалось успехом.
В 1998 году фильм занял 4-ю строчку в Топ-10 лучших фильмов всех времён в Норвегии, составленном 101 норвежским кинематографистом и критиком и организованном газетой Dagbladet.

«Мёртвое озеро» — первый норвежский ужастик, протоптавший творческую дорожку для норвежских хорроров нового времени (таких, как «Тёмный лес» (2003) Пола Ойе) и до сих пор остающийся одним из самых впечатляющих в национальной жанровой традиции. Задолго до того как американский кинематограф отточил канон условного сюжетного расклада про «хижину в лесу» до состояния полной нечувствительности, его успешно опробовал норвежец Бергстрём. Бергстрём нагнетает ужас методами, в некотором роде противоположными тем, что будут использовать впоследствии его американские коллеги. Вместо судорожного мельтешения в кустах, из которых кто-нибудь норовит выпрыгнуть, здесь чинная зловещая статика. Вместо неожиданных резких звуков — звенящая тишина, в которой вязнешь, как в затянутых талой листвой водах живописного мёртвого озера.— RussoRosso